# Potres na Litijskem (1963)
Potres na Litijskem leta 1963 je nastal po nekaj mirnejših letih je na vzhodnem robu Ljubljanske kotline na območju Litije. 
Potres so močno čutili tudi prebivalci Ljubljane (zadnji močnejši potres na Litijskem je bil 6. maja 1939). Do sprostitve potresne energije je prišlo 19. maja 1963 ob 10. uri 0 minut po svetovnem času. Epicentralno območje je poleg Litije zajelo še naselja Šmartno, Hotič, Vače, Moravče in Kamnik, torej ozemlje v smeri severozahod—jugovzhod. Žarišče je nastalo v globini 13 km. Magnituda potresa je bila 4,9, največja intenziteta pa VII. stopnje po EMS. Čutili so ga do 140 km daleč.
Največ poškodovanih zgradb, več kot 50 %, je bilo v Litiji in Šmartnem. Potres je povzročil večjo škodo tudi v Kresnicah.
Po nedeljskem dopoldanskem potresu so prebivalci popoldan in ponoči čutili še pet šibkejših popotresnih sunkov, ki so povzročili dodaten strah med prebivalstvom. Do konca leta se je zvrstilo več kot 50 šibkejših potresov. Najmočnejši je bil 15. novembra ob 5. uri in 15 minut po svetovnem času (dosegel je VI. stopnjo po EMS.